# Oooh La La!
Oooh La La! — восьмой студийный альбом канадской фолк-группы Crash Test Dummies, выпущенный 11 мая 2010 года на лейбле Deep Fried Records, дистрибуцией занимались MRI Records. Песни на альбоме вдохновлены игрушечными инструментами Optigan и Omnichord.

## Предыстория
История альбома начинается в период, когда Брэд Робертс и продюсер Стюарт Лерман увлеклись винтажными аналоговыми музыкальными игрушками, особенно игрушками производимыми компанией Mattel под названием Optigan (аббревиатура от «оптический орган»). Используя целлулоидные диски, Optigan воспроизводит звуки других инструментов с помощью набора различных клавиш, запускающих аккорды и отдельные ноты. Диски с такими названиями, как «Nashville», «Bossa Nova Style» и «Waltz Time» вращаются для создания наборов различных звуков.

## Критика
После выпуска альбом получил смешанные и положительные отзывы. Мэтт Мелис из Consequence of Sound поставил альбому 3,5 из 5 звезд и прокомментировал чрезвычайно оптимистичный характер альбома, заявив, что «трудно поверить, что это тот же человек, который написал такие песни, как At My Funeral и The Unforgiven Ones». Брэд Уилер The Globe and Mail дал альбом 2,5 из 4 звезд, описав альбом как «хорошее развлечение, за исключением песни „What I’m Famous For“ в стиле вестерн-свинг, где Робертс демонстрирует наихудшую имитацию Джона Уэйна». Кэтрин Льюис из «The Washington Post» говорит: «Oooh La La! вряд ли добавит второй хит к наследию Crash Test Dummies, но эта причудливая инструментовка, безусловно, создана группой, которая получает удовольствие». Джилл Уилсон из Winnipeg Free Press дал альбому 3 из 5 звезд и сказал: «Хотя использование оптического органа столь же бесполезно, как и его звучание, поклонники ранних работ группы могут оценить его необычные качества, не говоря уже о способности Робертса создавать привлекательные мелодии и чувство оркестровости альбома». Грэм Рокингем из Metro Canada дал альбому 2,5 из 5 звезд, и, хотя он ценил таких мягких фолк-рокеров, как Songbird, он заявляет, что «проект быстро сбивается с курса, поскольку Crash Test Dummies пытаются адаптировать свой фирменный звук к чему-то, напоминающему ретро-кабаре речных судов».

## Список композиций
1. «Songbird» — 3:45
2. «You Said You’d Meet Me (In California)» — 3:25
3. «And It’s Beautiful» — 3:25
4. «Paralyzed» — 3:32
5. «The In-Between Place» — 2:50
6. «Not Today Baby» — 3:10
7. «Heart Of Stone'» — 4:52
8. «Lake Bras d’Or» — 2:25
9. «What I’m Famous for» — 2:57
10. «Now You See Her» — 4:06
11. «Put a Face» — 2:06

## Участники записи
- Брэд Робертс — вокал, Optigan, Omnichord
- Эллен Рейд — бэк-вокал, вокал в песне «Put a Face»
- Стюарт Лерман — электрогитара, акустическая гитара, бас-гитара, ударные, Optigan, Omnichord
- Пинки Вайцман — пила
- Стюарт Смит — электрогитара, акустическая гитара, бас-гитара, пианино, банджо, мандолина
- Джереми Форбис — ударные
- Сюзанн Орнстин — скрипка, виола
- Дэбби Ассэль — виолончель
- Роб Морсбергер — string arrangements